# Afrička košarkaška prvenstva
Afrička prvenstva u košarci za muške se održavaju od 1962. godine. Jedno vrijeme 
su se održavala svake dvije godine, a bilo je i razdoblja kada su se 
održavala nakon jedne odnosno nakon tri godine.

## Rezultati prvenstava
| Godina | Domaćin                         | Zlato               | Srebro           | Bronca                |
| ------ | ------------------------------- | ------------------- | ---------------- | --------------------- |
| 2009.  | Tripoli, Libija                 | (prvi)              | (drugi)          | (treći)               |
| 2007.  | Luanda, Angola                  | Angola              | Kamerun          | Zelenortska Republika |
| 2005.  | Alžir, Alžir                    | Angola              | Senegal          | Nigerija              |
| 2003.  | Aleksandrija, Egipat            | Angola              | Nigerija         | Egipat                |
| 2001.  | Casablanca, Maroko              | Angola              | Alžir            | Egipat                |
| 1999.  | Luanda, Angola                  | Angola              | Nigerija         | Egipat                |
| 1997.  | Dakar, Senegal                  | Senegal             | Nigerija         | Angola                |
| 1995.  | Alžir, Alžir                    | Angola              | Senegal          | Nigerija              |
| 1993.  | Nairobi, Kenija                 | Angola              | Egipat           | Senegal               |
| 1992.  | Kairo, Egipat                   | Angola              | Senegal          | Egipat                |
| 1989.  | Luanda, Angola                  | Angola              | Egipat           | Senegal               |
| 1987.  | Tunis, Tunis                    | SAR                 | Egipat           | Angola                |
| 1985.  | Abidjan, Bjelokosna Obala       | Obala Bjelokosti    | Angola           | Egipat                |
| 1983.  | Aleksandrija, Egipat            | Egipat              | Angola           | Senegal               |
| 1981.  | Mogadišu, Somalija              | Obala slonove kosti | Egipat           | Somalija              |
| 1980.  | Rabat, Maroko                   | Senegal             | Obala Bjelokosti | Maroko                |
| 1978.  | Dakar, Senegal                  | Senegal             | Obala Bjelokosti | Egipat                |
| 1975.  | Aleksandrija, Egipat            | Egipat              | Senegal          | Sudan                 |
| 1974.  | Bangui, SAR                     | SAR                 | Senegal          | Tunis                 |
| 1972.  | Dakar, Senegal                  | Senegal             | Egipat           | Mali                  |
| 1970.  | Aleksandrija, Egipat (tada UAR) | UAR                 | Senegal          | Tunis                 |
| 1968.  | Casablanca, Maroko              | Senegal             | Maroko           | SAR                   |
| 1965.  | Tunis, Tunis                    | Maroko              | Tunis            | Alžir                 |
| 1964.  | Casablanca, Maroko              | UAR                 | Maroko           | Palestina             |
| 1962.  | Kairo, Egipat (tada UAR)        | UAR                 | Sudan            | Maroko                |

## Odličja po državama
Po stanju nakon prvenstva 2005.
| Država                       | Zlato | Srebro | Bronca | Ukupno |
| ---------------------------- | ----- | ------ | ------ | ------ |
| Angola                       | 8     | 2      | 2      | 12     |
| Senegal                      | 5     | 6      | 3      | 14     |
| Ujedinjena Arapska Republika | 3     | 0      | 0      | 3      |
| Egipat                       | 2     | 5      | 6      | 13     |
| Srednjoafrička Republika     | 2     | 0      | 1      | 3      |
| Obala Bjelokosti             | 2     | 2      | 0      | 4      |
| Maroko                       | 1     | 2      | 2      | 5      |
| Nigerija                     | 0     | 3      | 2      | 5      |
| Tunis                        | 0     | 1      | 2      | 3      |
| Alžir                        | 0     | 1      | 1      | 2      |
| Sudan                        | 0     | 1      | 1      | 2      |
| Palestina                    | 0     | 0      | 1      | 1      |
| Mali                         | 0     | 0      | 1      | 1      |
| Somalija                     | 0     | 0      | 1      | 1      |

| Međunarodna košarka | Međunarodna košarka |
| --- | ------------------- |
| |                     |
| FIBA \| Olimpijske igre \| Svjetsko prvenstvo \| FIBA-ina ljestvica Afrika: FIBA Afrika – Afričko prvenstvo Amerika: FIBA Amerika – Američko prvenstvo Azija: FIBA Azija - Azijsko prvenstvo Europa: FIBA Europa – Europsko prvenstvo Oceanija: FIBA Oceanija – Oceanijsko prvenstvo |                     |

| Međunarodna košarka | Međunarodna košarka |
| --- | ------------------- |
| |                     |
| FIBA \| Olimpijske igre \| Svjetsko prvenstvo \| FIBA-ina ljestvica Afrika: FIBA Afrika – Afričko prvenstvo Amerika: FIBA Amerika – Američko prvenstvo Azija: FIBA Azija - Azijsko prvenstvo Europa: FIBA Europa – Europsko prvenstvo Oceanija: FIBA Oceanija – Oceanijsko prvenstvo |                     |